# Chapel of St Peter’s Lutheran College

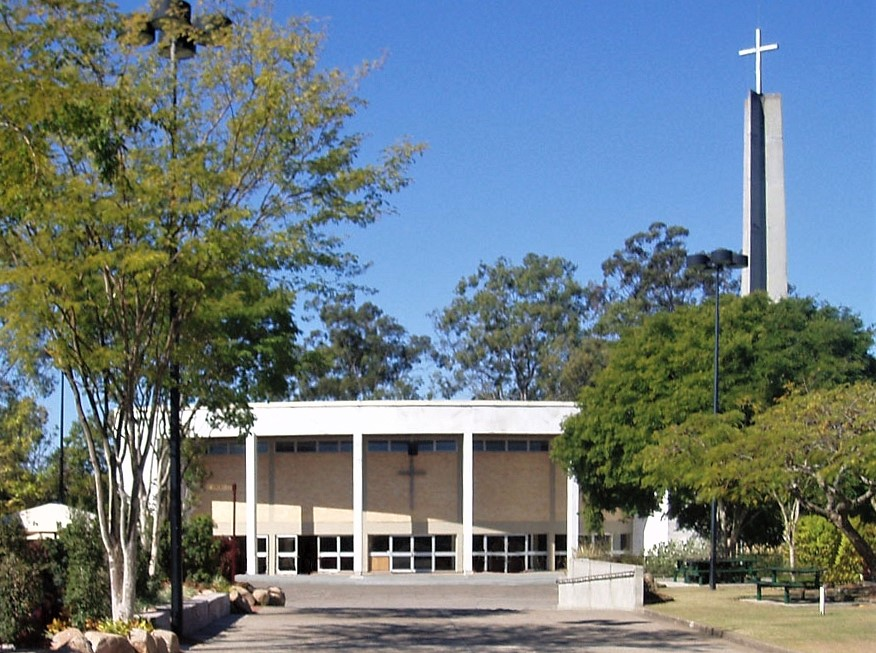
Die Chapel of St Peter’s Lutheran College in Brisbane

Die Chapel of St Peter’s Lutheran College befindet sich in Indooroopilly, einem Vorort der australischen Stadt Brisbane (Queensland). Das Gotteshaus wird durch das College wie auch durch die örtliche Kirchengemeinde der Lutherischen Kirche Australiens genutzt. Das denkmalgeschützte Bauwerk ist seit 2012 im Queensland Heritage Register eingetragen.

## Geschichte
Das St Peter’s Lutheran College wurde 1945 in Brisbane eröffnet. 1948 begann man mit dem Sammeln von Spenden für den Bau einer zugehörigen Kapelle. 1966 hatte der Chapel Fund 59.995 $ gesammelt, weitere 70.000 $ wurden für den Bau als Darlehen aufgenommen. Die Kapelle des College entstand schließlich 1968 nach einem Entwurf des Architekten Karl Langer (1903–1969), dem Ehemann von Gertrude Langer, als Herzstück des Schulgeländes mit Vorplatz, einem markanten Glockenturm sowie einem Teich, in dem sich das Gotteshaus spiegeln sollte. Langers Entwurf wurde von der Architektur des klassischen Griechenlands und den modernistischen Ideen der zeitgenössischen europäischen Architektur beeinflusst. Das Bauwerk entwarf er auf fächerförmigem Grundriss mit einer Fassade, der eine geschwungene Kolonnade als eine stilisierte Tempelfront vorgesetzt wurde. Die anderen Wände bestanden aus gelben Ziegeln mit einem vorspringenden Kreuzmuster an der Außenseite der Ostwand.
Die Kapelle wurde seit der Entstehung kaum verändert, jedoch wurde der reflektierende Teich im Vorplatz entfernt. Seit 1975 nutzt die örtliche lutherische Gemeinde den Sakralbau für ihre Gottesdienste.